# Grammonota gigas
Grammonota gigas är en spindelart som först beskrevs av Banks 1896.  Grammonota gigas ingår i släktet Grammonota och familjen täckvävarspindlar. Inga underarter finns listade i Catalogue of Life.